# Pillars of Hercules
Pillars Of Hercules er en traditionsrig pub i Greek Street nr. 7 i Soho i London. Dagens lokaler er fra 1910, men puben har en historie som går tilbage til 1733. Charles Dickens nævner puben i sin A Tale of Two Cities.
I senere år er puben blevet et stamsted for mange yngre britiske forfattere, blandt dem Martin Amis, Ian Hamilton, Julian Barnes og Ian McEwan. Litteraturkritikeren Clive James har givet en af sine bøger navn efter stedet: At The Pillars Of Hercules
51°30′53″N 0°07′52″V / 51.5146°N 0.1312°V